# Zacharias Klingius
Zacharias Klingius, född 1610 i Kräcklinge församling, Närke, död 19 maj 1671 i Göteborg, var en svensk präst och biskop i Göteborgs stift. 

## Biografi
Zacharias Klingius föddes 1610 i Kräcklinge församling i Närke. Han var son till kyrkoherden Laurentius Johannis Hidingius. Klingius blev 1633 student vid Uppsala universitet. Efter avslutade studier i Uppsala promoverades han där till filosofie magister 1639, kallades samma år till huspredikant hos friherrinnan Brita De la Gardie, sändes 1641 av Axel Oxenstierna till Tyskland, och promoverades till teologie doktor i Wittenberg 1647. Efter sin hemkomst utnämndes han till hovpredikant hos drottning Kristina och befordrades strax därefter till kyrkoherde i Nyköping. År 1650 kallades han till generalsuperintendent i Livland och prokansler för Dorpats universitet, men måste 1656 fly till Sverige, där Karl X Gustav utnämnde honom till generalsuperintendent för den svenska armén och antog honom samtidigt som sin biktfader.
Vid återkomsten till Sverige blev Klingius 1661 kyrkoherde i Riddarholmens församling och teologie lektor vid dess gymnasium. År 1665 kallades han till superintendent över Göteborgs superintendentia, men tillträdde ämbetet först sedan regeringen förvandlat superintendentian till ett biskopsstift och blev då biskop. Klingius upphöjdes i adligt stånd 27 oktober 1666 på namnet Klingenstierna och introducerades den 28 augusti 1668 på Riddarhuset under ättenummer 780.
Som författare gav han ut ett flertal predikningar och teologiska avhandlingar, nästan alla på latin.

### Familj
Klingius var gift med Beata Otter (1630–1698). Hon var dotter till industrimannen Casten Otter och Anna Danckwart i Örebro. De fick tillsammans barnen kammarherren Casten Klingenstierna (1651–1713), Anna Klingenstierna som var gift med generaladjutanten Gustaf Carl Påfvenfelt och löjtnanten Hans Hultman, majoren Zacharias Klingenstierna (1657–1707) vid Östgöta infanteriregemente, Beata Klingenstierna (född 1660) som var gift med fänriken Broman, Elisabeth Christina Klingenstierna (född 1663) som var gift med borgmästaren Erik Olofsson Chyraeus i Malmö och Ebba Klingenstierna.